# Lista de arranha-céus de Dubai

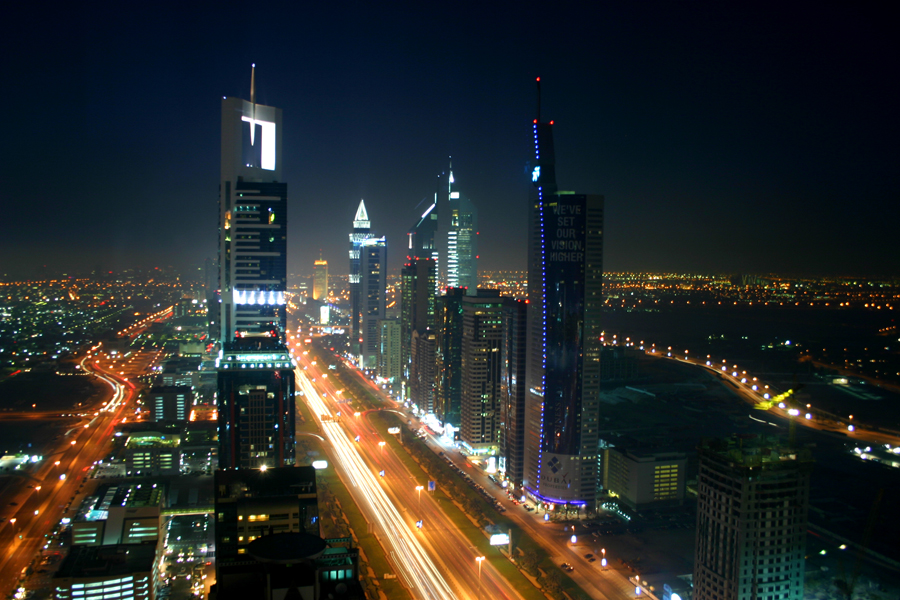
Skyline of Dubai's Sheikh Zayed Road, um dos dois aglomerados de arranha-céus da cidade

Dubai é a cidade mais populosa dos Emirados Árabes Unidos. Esta lista de arranha-céus em Dubai, classifica os maiores edifícios de Dubai, Emirados Árabes Unidos por ordem de altura. O maior edifício em Dubai atualmente é o Burj Khalifa 828 m de altura concluído em 2010. Desde 1999 e especialmente após 2005, Dubai tem passado por um verdadeiro boom na construção de arranha-céus e mega-estruturas sendo 17 dos edifícios com mais de 200 m completos após 1999. Dubai atualmente possui 270 arranha-céus completos mas esse número aumentará bastante em um futuro próximo. Com 339 edifícios em construção neste momento e 330 aprovados (mais do que os edifícios já completados), incluindo muitos arranha-céus. A skyline de Dubai está crescendo rapidamente, a maioria dos edifícios da cidade estão localizados próximos a Sheikh Zayed Road e em Dubai Marina à oeste.
Dubai é considerada como a cidade que cresce mais rápido em todo o mundo. Na época do maior pico de crescimento registrado, mais de 82% das gruas em atividade no mundo se concentram neste país desértico que tenta se converter numa atração turística num futuro não muito longínquo. É por isto que Dubai já conta com um grande número de arranha-céus e propostas de edifícios de alturas gigantescas, como o Burj Dubai, hotéis de luxo como o Burj Al Arab entre outras atrações.

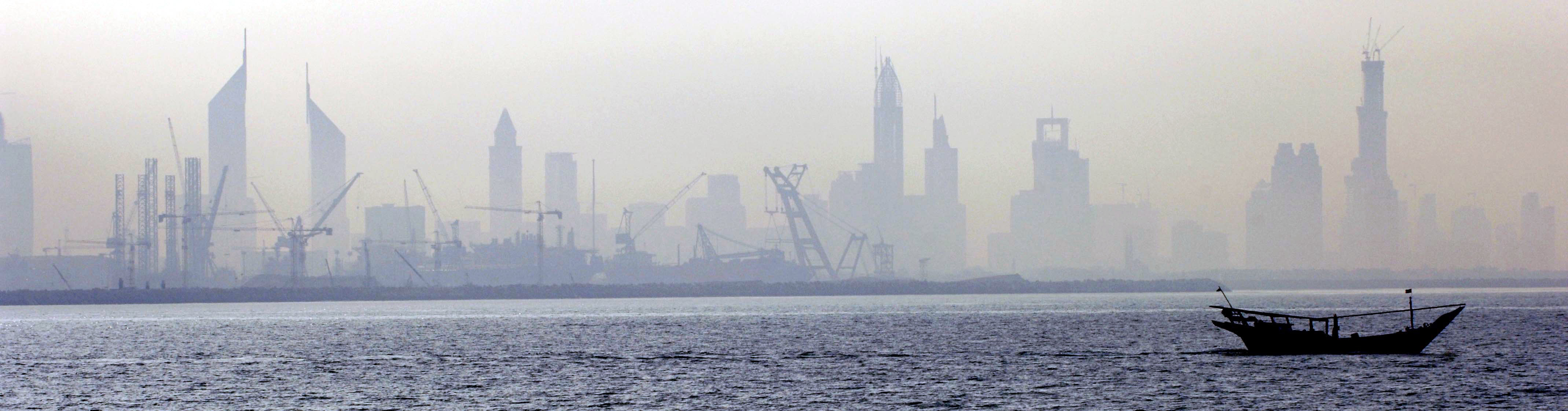
Skyline atual de Dubai, as gruas dominam a paisagem

## Edifícios mais altos

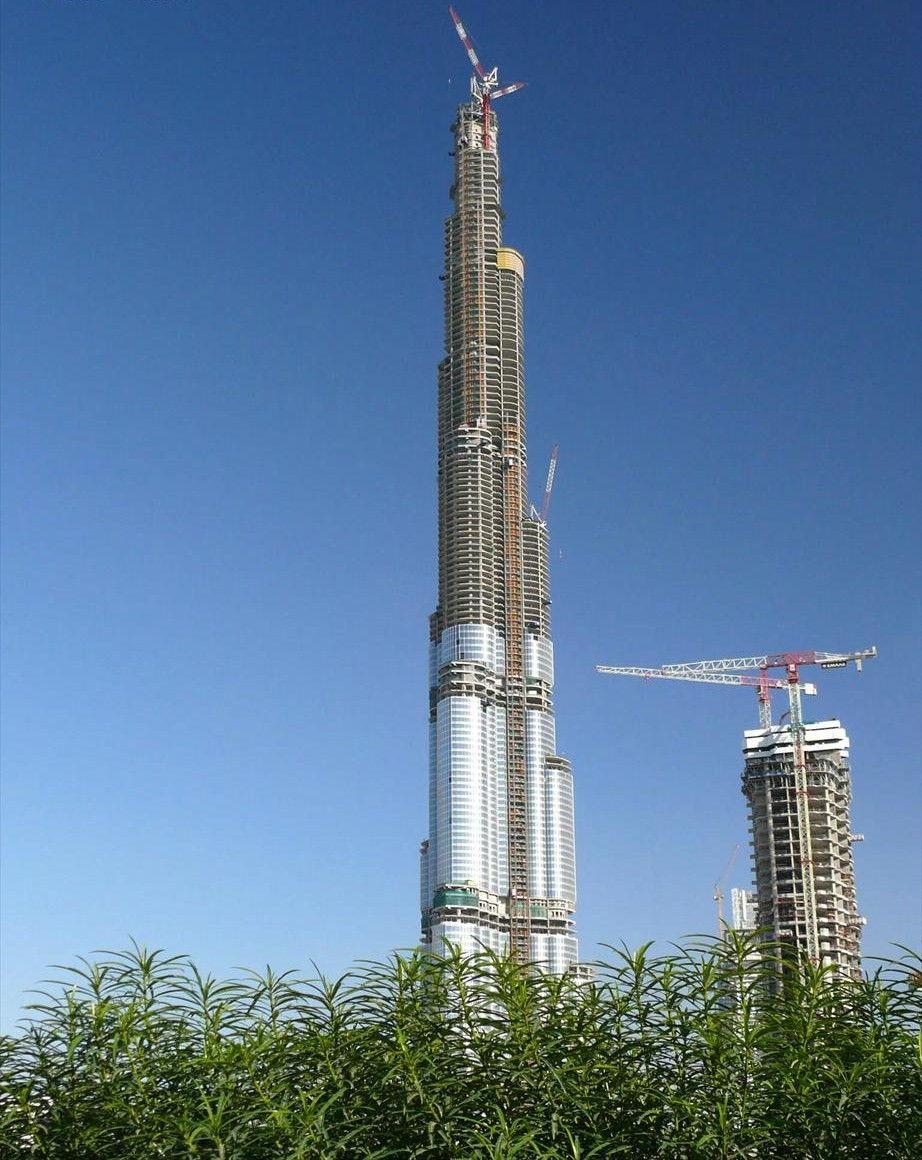
The Burj Dubai, o segundo edifício concluído mais alto da cidade

Esta lista classifica os arranha-céus de Dubai com pelo menos 180 metros (591 pé) de altura, com base na medição de altura padrão. Isso inclui pináculos e detalhes arquitetônicos, mas não inclui mastros de antena.
| Posição | Nome                                          | Metro/Pé           | Andares | Usar                            | Ano  | Notas |
| ------- | --------------------------------------------- | ------------------ | ------- | ------------------------------- | ---- | --- |
| 1       | Burj Khalifa*                                 | 818 m / 2,684 ft   | 160     | Multiuso                        | 2010 | Este edifício foi concluído em 17 de janeiro de 2009, tornando-se o edifício mais alto de Dubai, Emirados Árabes Unidos, Oriente Médio e do mundo.                                |
| 2       | Almas Tower                                   | 360 m / 1,191 ft   | 68      | Escritório                      | 2009 | Este edifício foi concluído no início de 2008 e agora é o segundo edifício mais alto de Dubai, os Emirados Árabes Unidos, o Oriente Médio e o 15º mais alta do mundo.             |
| 3       | Emirates Office Tower                         | 354.6 m / 1,163 ft | 54      | Escritório                      | 2000 | Edifício concluído mais alto da cidade. 17º mais alto do mundo. |
| 4       | Rose Tower                                    | 333 m / 1,093 ft   | 72      | Hotel                           | 2007 | 22º edifício mais alto do mundo. Será o edifício mais alto do mundo usado exclusivamente como hotel após a sua inauguração em 2008. Também conhecida como Rose Rotana Suites.     |
| 5       | The Index*                                    | 328 m / 1,076 ft   | 80      | Multiuso                        | 2009 | Em construção - este edifício atingiu o seu ápice em 2008 e é agora o 4º edifício mais alto da cidade.                                                                            |
| 6       | Burj Al Arab                                  | 321 m / 1,053 ft   | 60      | Hotel                           | 1999 | 27º edifício mais alto do mundo. Edifício concluído mais alto do mundo usado exclusivamente como hotel.                                                                           |
| 7       | HHHP Tower*                                   | 317.6 m / 1,040 ft | 72      |                                 | 2009 | Em construção - este edifício atingiu o seu topo em 2008 e é agora o sexto edifício mais alto da cidade.                                                                          |
| 8       | Jumeirah Emirates Towers Hotel                | 309 m/ 1,014 ft    | 56      | Hotel                           | 2000 | 34th-tallest building in the world. |
| 9       | The Address Downntown Burj Dubai              | 306.2 m/ 1,004 ft  | 63      | Residencial                     | 2008 | Este edifício foi inaugurado em abril de 2008, tornando-se o sexto edifício mais alto da cidade. Em seguida, foi concluído em setembro de 2008.                                   |
| 10      | Ahmed Abdul Rahim Ail Attar Tower*            | 301 m/ 988 ft      | 76      |                                 | 2009 | Em construção - este edifício atingiu o seu pico em 2008 e é agora o 9º edifício mais alto da cidade.                                                                             |
| 11      | Emirates Crown                                | 296 m / 971 ft     | 63      | Residencial                     | 2008 | Edifício 48º mais alto do mundo. |
| 12      | Millenium Tower                               | 285 m / 935 ft     | 60      | Residencial                     | 2006 | 56º edifício mais alto do mundo. Edifício residencial mais alto da cidade. |
| 13      | 21st Century Tower                            | 269 m / 883 ft     | 55      | Residencial                     | 2003 | 76º edifício mais alto do mundo. |
| 14      | Al Kasim Tower 1                              | 264.9 m / 869 ft   | 53      | Escritório, Residencial         | 2008 | 79º edifício mais alto do mundo. |
| 15      | Al Kasim Tower 2                              | 264.9 m / 869 ft   | 53      | Escritório, Residencial         | 2008 | 79º edifício mais alto do mundo. |
| 16      | The Vision Tower*                             | 260 m / 853 ft     | 60      |                                 | 2008 | Em construção - este edifício atingiu o seu ápice em 2008 e é agora o 15º edifício mais alto da cidade.                                                                           |
| 17      | The Harbour Hotel & Residence                 | 256 m / 840 ft     | 59      | Hotel, Residencial              | 2007 | 111º edifício mais alto do mundo. Também conhecida como Torre Al Marsa. |
| 18      | Chelsea Tower                                 | 250 m / 820 ft     | 49      | Hotel, Residencial              | 2005 | 125º edifício mais alto do mundo. |
| 19      | Angsana Suites Tower                          | 250 m / 820 ft     | 49      | Hotel, Residencial              | 2007 | 143º edifício mais alto do mundo. |
| 20      | Al Tayer Tower*                               | 249 m / 817 ft     | 59      | Residencial                     | 2008 | Em construção - este edifício atingiu o seu ápice em 2008 e é agora o 19º edifício mais alto da cidade.                                                                           |
| 21      | Oasis Beach Tower                             | 245 m / 804 ft     | 21      | Hotel                           | 2006 | 144º edifício mais alto do mundo. |
| 22      | Al Fattan Tower                               | 245 m / 804 ft     | 51      | Reidencial                      | 2006 | 144º edifício mais alto do mundo. |
| 23      | AAM Tower                                     | 243.8 m / 800 ft   | 46      |                                 | 2008 | Este é o edifício mais alto de 148º do mundo. Este edifício também é conhecido como Torre de Arenco.                                                                              |
| 24      | The Tower                                     | 243 m / 796 ft     | 53      | Residencial                     | 2002 | 148º edifício mais alto do mundo. |
| 25      | Park Palace                                   | 234 m / 768 ft     | 56      | Residencial, escritório, varejo | 2007 | [ 46 ] [ 47 ] |
| 26      | The Bay Gate*                                 | 221 m / 725 ft     | 53      |                                 | 2009 | Em construção - este edifício atingiu o seu ápice em 2008 e é agora o 25º edifício mais alto da cidade.<re>«The Bay Gate». Emporis.com. Consultado em 5 de dezembro de 2007</ref> |
| 27      | Al Seef Tower                                 | 215 m / 705 ft     | 44      | Residencial                     | 2005 | [ 48 ] [ 49 ] |
| 28      | Grosvenor House West Marina Beach             | 210.3 m / 690 ft   | 48      | Hotel, Residencial              | 2005 | [ 50 ] [ 51 ] |
| 29      | Le Reve                                       | 210 m / 689 ft     | 50      | Residencial                     | 2006 | [ 52 ] [ 53 ] |
| 30      | Marina Heights Tower                          | 209 m / 684 ft     | 55      | Residencial                     | 2006 | [ 54 ] [ 55 ] |
| 31      | Tamani Hotel Marina                           | 207 m / 679 ft     | 54      | Uso misto                       | 2006 | [ 56 ] [ 57 ] |
| 32      | Marina Crown                                  | 207 m / 679 ft     | 52      | Residencial                     | 2006 | [ 58 ] [ 59 ] |
| 33      | The Citadel                                   | 201 m / 659 ft     | 42      | Escritório                      | 2008 | [ 60 ] [ 61 ] |
| 34      | Nassima Tower*                                | 200 m / 656 ft     | 55      |                                 | 2009 | Em construção - este edifício atingiu o seu topo em 2008 e é agora o 33º edifício mais alto da cidade.                                                                            |
| 35      | Jumeirah Beach Residence Area C Tower C07     | 200 m / 656 ft     | 54      | Hotel                           | 2007 | [ 64 ] [ 65 ] |
| 36      | Jumeirah Beach Residence Area B Tower B01     | 200 m / 656 ft     | 54      | Hotel                           | 2007 | [ 66 ] [ 67 ] |
| 37      | Jumeirah Beach Residence Area A Tower A04     | 200 m / 656 ft     | 54      | Hotel                           | 2007 | [ 68 ] [ 69 ] |
| 38      | Jumeirah Beach Residence Area B Tower B03 T01 | 200 m / 656 ft     | 54      | Hotel                           | 2007 | [ 70 ] [ 71 ] |
| 39      | Shangri-La Hotel                              | 200 m / 656 ft     | 43      | Hotel, Escritório, Residencial  | 2003 | [ 72 ] [ 73 ] |
| 40      | Al Salam Tecom Tower                          | 195 m / 640 ft     | 47      | Escritório                      | 2008 | Este edifício foi inaugurado no final de 2007 e concluído em 2008. |
| 41      | Dubai Mall Hotel                              | 192 m / 630 ft     | 37      |                                 | 2008 | [ 75 ] [ 76 ] |
| 42      | Horizon Tower                                 | 190 m / 623 ft     | 45      | Residencial                     | 2006 | [ 77 ] [ 78 ] |
| 43      | Lake Terrace                                  | 187 m / 614 ft     | 40      | Residencial                     | 2008 | [ 79 ] [ 80 ] |
| 44      | Murjan Tower                                  | 185 m / 607 ft     | 40      | Residencial                     | 2003 | [ 81 ] [ 82 ] |
| 45      | Mesk Tower                                    | 185 m / 607 ft     | 40      | Residencial                     | 2003 | [ 83 ] [ 84 ] |
| 46      | Etisalat Tower 2                              | 185 m / 607 ft     | 33      | Escritório                      | 2007 | [ 85 ] [ 86 ] |
| 47      | Capricorn Tower                               | 184.3 m / 605 ft   | 46      | Escritório, Residencial, Varejo | 2003 | [ 87 ] [ 88 ] |
| 48      | Dubai World Trade Centre                      | 184 m / 605 ft     | 39      | Escritório                      | 1979 | |
| 49      | Marina Terrace                                | 183 m / 600 ft     | 38      | Residencial                     | 2006 | [ 89 ] [ 90 ] |

## Em construção
| Nome                                        | Altura | Andares | Ano  | Notas |
| ------------------------------------------- | ------ | ------- | ---- | ----- |
| Pentominium                                 | 612 m  | 120     | 2012 |       |
| DAMAC Heights                               | 426 m  | 100     | 2011 |       |
| Marina 106                                  | 425 m  | 107     | 2012 |       |
| Princess Tower                              | 414 m  | 107     | 2009 |       |
| Marina 101                                  | 412 m  | 101     | 2010 |       |
| Lighthouse Tower                            | 400 m  | 66      | 2010 |       |
| 23 Marina                                   | 395 m  | 89      | 2009 |       |
| Emirates Park Tower 1                       | 395 m  | 77      | 2009 |       |
| Emirates Park Tower 2                       | 395 m  | 77      | 2009 |       |
| Elite Residence                             | 380 m  | 91      | 2010 |       |
| Lam Tara Tower 1                            | 360 m  | 70      | 2010 |       |
| D1 Tower                                    | 350 m  | 80      | 2009 |       |
| The Marina Torch                            | 345 m  | 80      | 2008 |       |
| Infinity Tower                              | 330 m  | 80      | 2010 |       |
| Al Yaquob Tower                             | 330 m  | 72      | 2008 |       |
| The Index                                   | 328 m  | 80      | 2009 |       |
| HHHR Tower                                  | 317 m  | 72      | 2009 |       |
| Ocean Heights                               | 310 m  | 82      | 2010 |       |
| Burj Dubai Lake Hotel & Serviced Apartments | 306 m  | 63      | 2008 |       |
| Ahmed Abdul Rahim Al Attar Tower            | 301 m  | 74      | 2008 |       |
| Central Park Office Tower                   | 294 m  | 49      | 2010 |       |
| His Highness Sheikh Hasher Tower            | 291 m  | 62      | 2008 |       |
| I&M Tower                                   | 290 m  | 45      | 2009 |       |
| Sulafa Tower                                | 285 m  | 75      | 2009 |       |
| G-Tower                                     | 280 m  | 45      | 2010 |       |
| Mag 218 Tower                               | 275 m  | 66      | 2008 |       |
| Nikko Hotel Dubai                           | 270 m  | 60      | 2008 |       |
| Marina Pinnacle                             | 260 m  | 67      | 2008 |       |
| Khalid Al Attar Tower 2                     | 260 m  | 61      | 2008 |       |
| The Vision Tower                            | 260 m  | 60      | 2008 |       |
| Ubora Tower 1                               | 256 m  | 58      | 2009 |       |
| Metro Tower                                 | 250 m  | 53      | 2009 |       |
| Al Tayer Tower                              | 249 m  | 59      | 2009 |       |
| The Buildings by Daman                      | 235 m  | 65      | 2008 |       |
| Rolex Tower                                 | 235 m  | 63      | 2009 |       |
| Anantara Hotel                              | 234 m  | 45      | 2008 |       |
| Tiara United Tower 1                        | 225 m  | 61      | 2009 |       |
| Tiara United Tower 2                        | 225 m  | 61      | 2009 |       |
| The Bay Gate                                | 221 m  | 53      | 2009 |       |
| Al Bateen Tower                             | 220 m  | 55      | 2008 |       |
| Trident Grand Residence                     | 220 m  | 45      | 2008 |       |
| Jumeirah Lake Apartments                    | 219 m  | 40      | 2008 |       |
| Jumeirah Lake Offices                       | 219 m  | 40      | 2008 |       |
| Latifa Tower                                | 210 m  | 65      | 2008 |       |
| Executive Tower M                           | 210 m  | 63      | 2008 |       |
| Grosvesor House The Residence               | 210 m  | 45      | 2009 |       |
| The Citadel                                 | 201 m  | 61      | 2008 |       |
| Nassima Tower                               | 200 m  | 55      | 2009 |       |
| Al Salam Tecom Tower                        | 195 m  | 47      | 2008 |       |
| Execitive Tower B                           | 190 m  | 47      | 2008 |       |
| Concorde Tower                              | 190 m  | 45      | 2008 |       |
| Platinum Tower                              | 190 m  | 44      | 2009 |       |
| Dubai Jewel Tower                           | 190 m  | 43      | 2008 |       |
| Jumeirah Bay 2                              | 188 m  | 47      | 2009 |       |
| Sidra Tower                                 | 187 m  | 45      | 2009 |       |
| Execitive Tower K                           | 186 m  | 46      | 2008 |       |
| Dubai Tower                                 | 186 m  | 45      | 2008 |       |
| Tiffany Tower                               | 183 m  | 41      | 2008 |       |
| Executive Tower L                           | 182 m  | 45      | 2008 |       |
| Executive Tower H                           | 182 m  | 45      | 2008 |       |
| Silver Star                                 | 180 m  | 40      | 2009 |       |
| The Bay Gate                                | 180 m  | 40      | 2008 |       |

## Aprovados

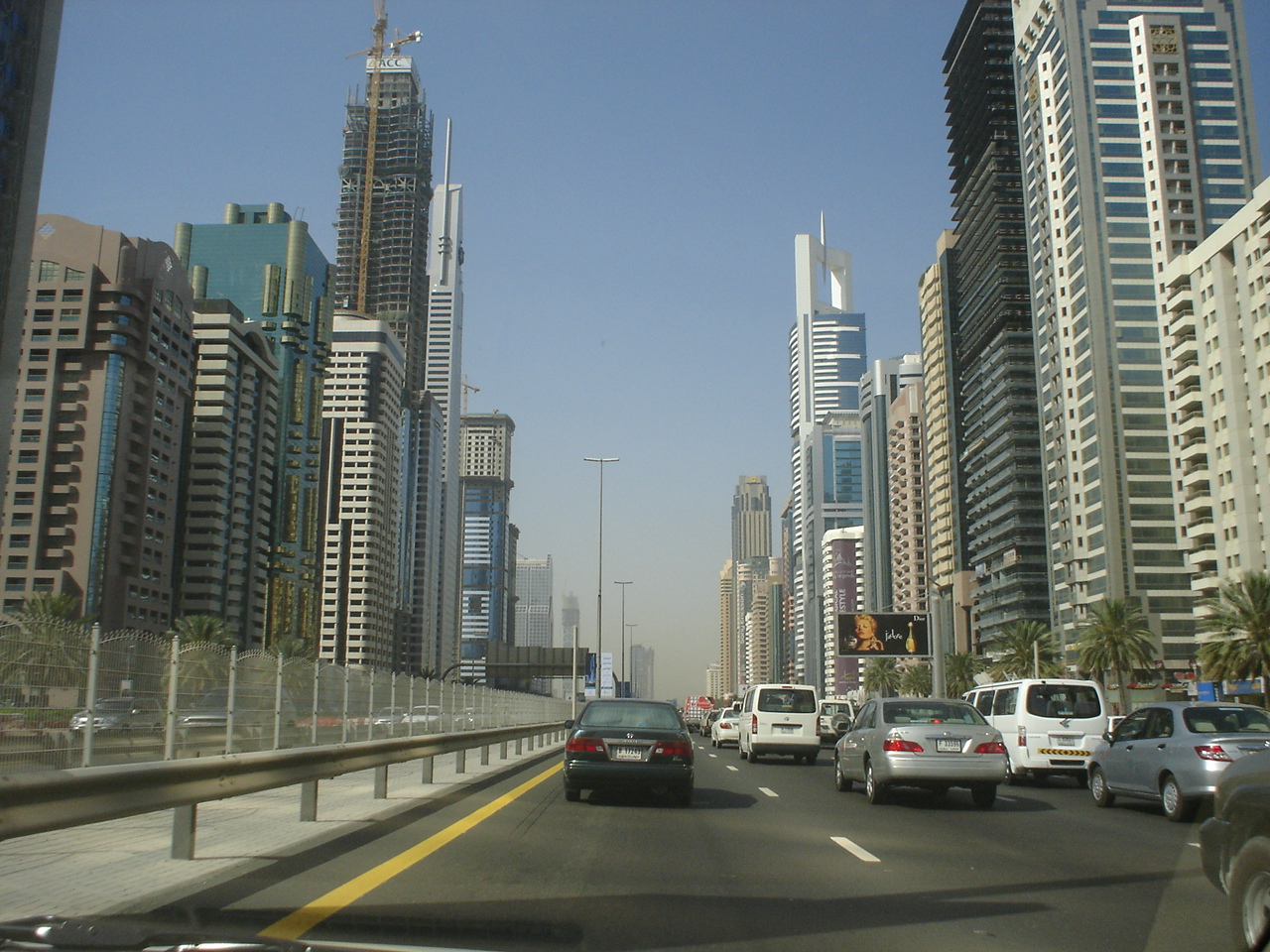
A Sheikh Zayed Road, a avenida principal de Dubai

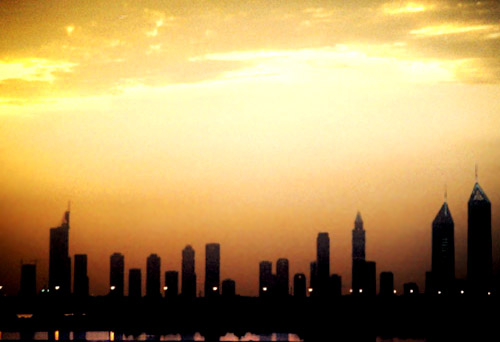
Skyline de Dubai em 2006

| Nome                                       | Altura | Andares | Ano  | Notas |
| ------------------------------------------ | ------ | ------- | ---- | ----- |
| Dubai Tower 4                              | 550 m  | 94      | 2010 |       |
| Dubai Tower 3                              | 460 m  | 78      | 2010 |       |
| Dubai Tower 2                              | 410 m  | 73      | 2010 |       |
| Al Sharq Tower                             | 360 m  | 100     | 2011 |       |
| Dubai Tower 1                              | 360 m  | 57      | 2010 |       |
| The Skyscraper                             | 330 m  | 65      | 2008 |       |
| Al Hekma Tower                             | 320 m  | 61      | 2010 |       |
| Lam Tara Tower 2                           | 320 m  | 60      | 2010 |       |
| Providence Tower                           | 280 m  | 57      | 2008 |       |
| The Palm Trump International Hotel & Tower | 270 m  | 62      | 2008 |       |
| Abjar Tower                                | 268 m  | 67      | 2010 |       |
| Nili Tower                                 | 220 m  | 57      | 2009 |       |
| ARY Digital Tower                          | 210 m  | 45      | 2007 |       |
| Boraq Tower                                | 210 m  | 45      | 2009 |       |
| The Sheffield Tower                        | 200 m  | 46      | 2009 |       |
| Fortune Araames                            | 200 m  | 45      | 2007 |       |
| Duja Tower                                 | 195 m  | 51      |      |       |
| El Matador Tower                           | 185 m  | 45      | 2007 |       |
| Arabian Crowne                             | 185 m  | 45      | 2007 |       |

## Propostos
| Nome                             | Altura  | Andares | Ano  | Notas |
| -------------------------------- | ------- | ------- | ---- | ----- |
| Dubai City Tower                 | 2.400 m | 400     |      |       |
| Nakheel Tower                    | 1.200 m | 228     |      |       |
| Anara Tower                      | 600 m   | 135     | 2013 |       |
| 1 Dubai Tower 1                  | 600 m   |         | 2012 |       |
| 1 Park Avenue                    | 550 m   | 112     |      |       |
| Meraas Tower                     | 550 m   | 112     |      |       |
| Dynamic Tower                    | 420 m   | 80      | 2010 |       |
| P-17                             | 379 m   | 78      | 2011 |       |
| The Wave Tower                   | 370 m   | 92      |      |       |
| Dancing Towers Office            | 351 m   | 75      |      |       |
| Dancing Towers Hotel             | 305 m   | 65      |      |       |
| His Highness Sheikh Hasher Tower | 291 m   | 62      | 2009 |       |
| Dancing Towers Residential       | 251 m   | 55      |      |       |
| Beachfront Tower Hotel           | 250 m   | 65      |      |       |
| Beach Towers                     | 235 m   | 45      | 2008 |       |
| Saba Tower 4                     | 222 m   | 47      | 2011 |       |
| Marina Sky Tower 1               | 200 m   | 60      | 2013 |       |
| Marina Sky Tower 2               | 200 m   | 60      | 2013 |       |
| Dubai Star                       | 190 m   | 45      | 2007 |       |
| EP 09 Towers                     | 190 m   |         |      |       |

## Construção suspensa
| Posição | Nome                             | Altura | Andares | Ano  |
| ------- | -------------------------------- | ------ | ------- | ---- |
| 1       | Burj al Alam                     | 501 m  | 108     | 2011 |
| 2       | Ahmed Abdul Rahim Al Attar Tower | 301 m  | 76      | 2007 |
| 3       | Mövenpick Dubai Pearl            | 287 m  | 60      | 2008 |
| 4       | Omnix North Tower                | 208 m  | 55      | 2008 |
| 5       | Omnix South Tower                | 208 m  | 55      | 2008 |
| 6       | Jumana Tower                     | 330 m  | 52      | 2007 |
| 7       | Dubai Pearl Hotel Tower          | 290 m  | 60      | 2007 |
| 8       | Dubai Pearl Hotel Tower          | 280 m  | 60      | 2007 |
| 9       | Dubai Pearl Mahara Tower         | 250 m  | 55      | 2007 |
| 10      | Dubai Pearl Dana Tower           | 195 m  | 55      | 2007 |
| 11      | Dubai Pearl Lulwa Tower          | 176 m  | 55      | 2007 |